# IBM 650

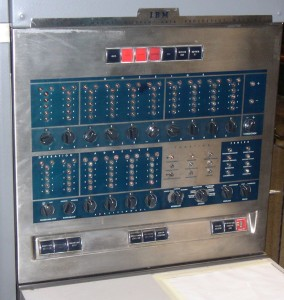
La part del davant de l'IBM 650

El IBM 650 va ser un dels primers ordinadors d'IBM, i el primer que va ser fabricat a gran escala. Va ser anunciat el 1953, i es van produir 2000 unitats des de 1954 (primera venda) fins al 1962. L'any 1969, IBM va deixar de donar servei tècnic per al 650 i els seus components.
El 650 és una màquina que codifica tant dades com adreces de memòria en sistema decimal, guardant cada xifra en codi binari. Aquest codi guarda, mitjançant diversos bits, dos variables: una amb 2 possibles estats, i una altra amb 5 possibles estats.

## Components
IBM va dissenyar aquest ordinador per als usuaris de màquines comptables anteriors, com les tabuladores electromecàniques (amb targetes perforades) o el model IBM 604.
Un sistema 650 venia amb 3 unitats (de la mida d'armaris):
- Consola (tipus 650)
- Alimentació (tipus 655)
- Lector de targetes i perforador (tipus 533 i 537)

Altres equips opcionals que se l'hi podien afegir eren:
- Unitat de disc (355)
- Lector de targetes (tipus 543)
- Perforador de targetes (tipus 544)
- Unitat de control (tipus 652)
- Unitat auxiliar (tipus 653)
- Unitat alfabètica auxiliar (tipus 654)
- Unitat de cinta magnètica (tipus 727)
- Estació de consultes (tipus 838)

El IBM 650 pesava al voltant de 900 kg, i la seva unitat d'alimentació uns 1350. Cada unitat estava en un armari separat, de 1,5 x 0,9 x 1,8 metres. L'ordinador costava 500.000 dòlars, però es podia llogar per 3.500 al mes.

## Accés a la memòria
La memòria estava en el tambor giratori, que proporcionava 2000 paraules, cadascuna amb un signe i de 10 dígits (5 caràcters per paraula). Les direccions d'aquests 2000 registres anaven de 0000 a 1999 (en decimal).
Un desavantatge del tambor giratori es que feia molt lent l'accés a la memòria (temps d'accés aproximat de 2,5 ms), ja que per a llegir o escriure una adreça de memòria, s'havia d'esperar a que l'àrea més apropiada del tambor passés per sota del capçal de lectura/escriptura.
Per a optimitzar això, el codi de les instruccions es trobava saltejat pel tambor, en intervals que depenien a cada moment del temps de execució de la instrucció anterior. Per això, era necessari guardar juntament amb cada instrucció la direcció de la pròxima instrucció a executar.

## Unitat auxiliar
La unitat auxiliar opcional (IBM 653) va ser presentada el 3 de maig de 1955, i oferia:
- Memòria de ferrita amb capacitat per a 60 paraules més (de 10 dígits cadascuna), en direccions 9000 a 9050. És una memòria petita però ràpida (temps d'accés aproximat de 96 µs), i era necessari per a fer de buffer de dades en operacions de entrada/sortida en cinta o disc.
- 3 registres índexs de 4 dígits, en les direccions 8005 a 8007. S'indexava la memòria del tambor sumant 2000, 4000 i 6000, i la memòria de ferrita sumant 0200, 0400 i 0600.
- Instruccions aritmètiques de coma flotant amb un significant de 8 dígits i 2 característics (exponent): MMMMMMMMCC. Això permetia utilitzar nombres en el rang ±0,10000000x10-50 a ±0,99999999x10+49

## Programari
Entre els programes inclosos hi havia FORTRANSIT, una versió de FORTRAN que compilava a IT (un llenguatge interpretat de l'època), i que després es compilava a SOAP (Symbolic Optimized Assembler Program), que finalment seria assemblat per a convertir-se en llenguatge màquina.
Un altre programa era una rutina interpretativa de Bell, que mitjançant SOAP compilava en dos passos, el codi (Simplified Programming Anyone Can Enjoy), un llenguatge orientat a gestió.